# Собор Или
Собор Или (англ. Ely Cathedral), полностью Кафедральный собор Святой и Неделимой Троицы в городе Или, Кембриджшир, Англия.
Восходит к 672 году, когда святая Этельдреда выстроила в Или монастырскую церковь. Существующее здание заложено в 1083 году, стало кафедральным собором в 1109 и было посвящено св. Этельреде и св. Петру, после ликвидации монастырей Генрихом VIII переосвящено в честь Троицы и стало центром Илийской епархии и кафедрой епископа Или, а также викарного епископа Хантингдонского (суффрагана).
С архитектурной точки зрения здание уникально как своим масштабом, так и стилистическими особенностями. К монументальному норманскому зданию пристроены роскошные галилейский портик, капелла Девы Марии и хоры в стиле декоративной готики. Восьмигранная башня с фонарём на средокрестии и западная башня доминируют над округой.
Собор привлекает ежегодно около четверти миллиона туристов. Проводятся регулярные утренние и вечерние религиозные службы.

## Англосаксонское аббатство
Аббатство в Или было основано в 672 году св. Этельдредой (Æthelthryth), дочерью короля Восточной Англии Анны, и было смешанным монастырём, где были и монахи, и монахини. Предполагается, что последовавшие за нею три аббатисы тоже были членами королевской семьи. Позже набеги викингов привели либо к упадку монастыря, либо к утрате всех письменных свидетельств о его существовании, но возможно, что немногие монахи длили традицию до переустройства обители в 970 году по бенедиктинскому уставу. Точное местоположение основанного Этельдредой монастыря неизвестно, но её мощи и посмертные «чудеса» привели аббатство к процветанию. Новое здание было выстроено в 970 году вблизи нефа нынешней церкви и разобрано по мере строительства норманского здания с 1102 года.

## История современного здания
Церковь построена из камня, добытого в Барнаке (Нортгемптоншир), который покупали у аббатства Питерборо, владевшего каменоломнями, за 8000 угрей в год. Украшения вырезаны из пурбекского мрамора и местных известняков.
План церкви традиционный крестообразный, с дополнительным трансептом у западного конца.
Общая длина — 164 метра (538 фута), неф длиной более 75 м (246 футов) — один из длиннейших нефов в Британии.
Высота западной башни — 66 м (217 футов).
Октагон — башня над средокрестием (также «Фонарь») — 23 м (75 фута) шириной и 52 м (171 фута) высотой. Внутреняя высота Октагона 43 м (141 фута). Местное название собора «корабль Фенских болот» связано с тем, что он выделяется на фоне плоского ландшафта.

### Норманское аббатство

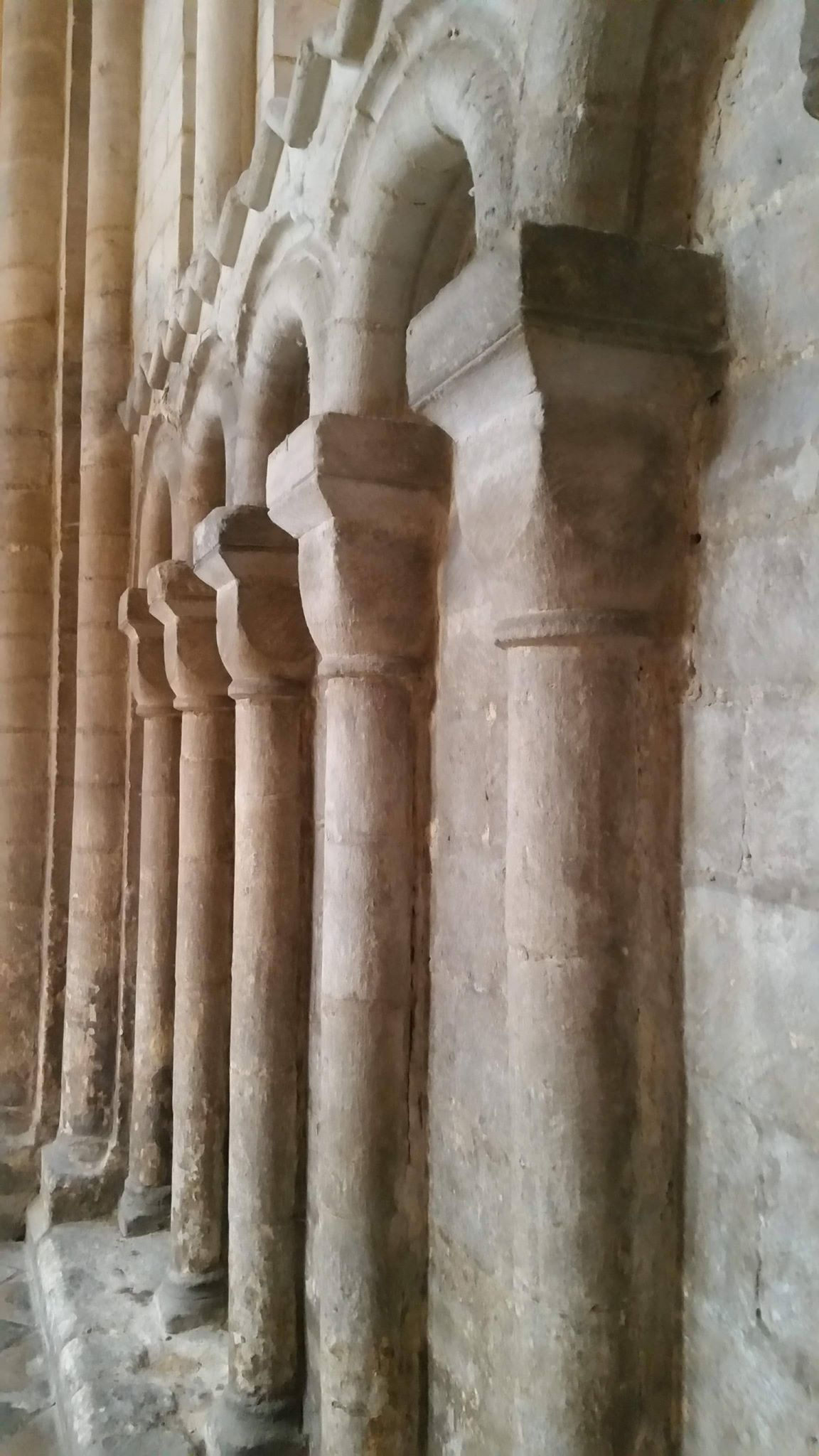
Норманская аркада в нефе

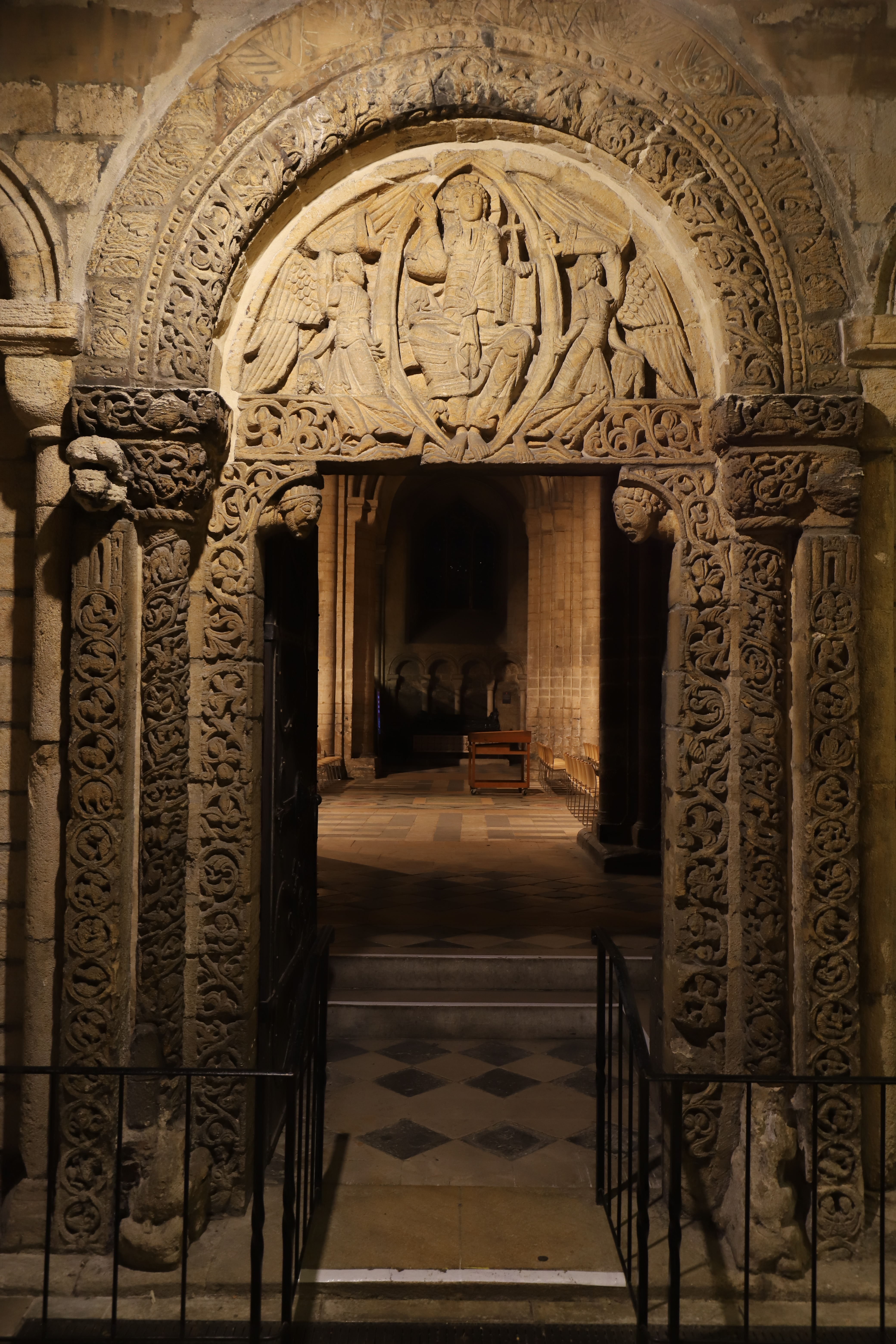
Двери для приора в южной стене нефа. В люнете рельеф 1135 года

Начиная с образования бенедиктинского аббатства в 970 году, Или на протяжении следующего столетия становится одним из наиболее успешно развивающихся монастырей в Англии. Ему принадлежат знаменитые святыни, сокровища, библиотека и скрипторий и земельные владения, больше которых только земли аббатства Гластонбери. Установление норманского владычества в Или протекало не без проблем. Нормандские лорды (например, Пико Кембриджский реквизировали монастырские земли, французские монахи отделяли их под дочерние монастыри (такие как англ. Eynesbury), а епископ Линкольнский подрывал статус аббатства. Проблемы эти усугублялись тем, что в 1071 году Или остался оплотом англосаксонского сопротивления, что привело к его осаде и закономерному ущербу и наказанию.
После завоевания норманнами Англии, почти все соборные церкви и крупные аббатства были перестроены. Желая сохранить статус, Или должен был следовать за остальными, и строительство начал аббат Симеон, брат Уоклина (англ. Walkelin), епископа Винчестерского. Симеон был приором Винчестерского собора, когда в нём в 1079 году началась реконструкция. Через год после назначения аббатом в Или, в 1083, будучи в возрасте 90 лет, Симеон начал работы там. Несмотря на возраст и норманское происхождение, Симеон поладил с английскими монахами, и дела в монастыре пошли к лучшему: финансы поправились, руководство окрепло, а главное, возникло намерение строить новую большую церковь.
Замысел мало отличается от Винчестерского собора: такой же крест с башней на средокрестии, трансепты с боковыми нефами, трёхъярусная вертикальная компоновка и полукруглая апсида в восточном конце. Среди построек севернее Альп это было одно из крупнейших зданий своего времени. Строительство началось с восточной половины (хоры) и трансептов, но кладка показывает, что прежде завершения трансептов случился перерыв в несколько лет, что, возможно, связано со смертью Симеона в 1093 году и затянувшимся «междуцарствием». Советник короля Вильгельма II Ранульф Фламбард намеренно держал некоторые церковные посты (в том числе аббата в Или) незанятыми, чтобы лично получать с них доходы. В 1099 году Ранульф назначил себя епископом Даремским, а в 1100-м свеженазначенный аббат Ричард возобновил строительство в Или. Ричард же настаивал на том, чтобы освободить Или от подчинения Линкольнскому епископу и сделать его центром собственного диоцеза, но умер в 1107 году. Его наследник Эрве Бретонский) достиг этой цели и стал епископом Илийским в 1109 году. Начало XII века стало также для Или временем возобновления связи с англосаксонским прошлым, потому что возобновившееся строительство требовало перезахоронить останки пренорманских святых и дарителей, что обновило в народной памяти их культ.
С тех пор норманские хоры и средокрестие были полностью перестроены, но трансепты сохранились и позволяют вполне представить тогдашний облик собора с массивными романскими аркадами, отделяющими боковые нефы, которые опоясывают как главный, так и трансепты. Над ними второй ярус арок обходной галереи и третий ярус сводчатых окон.

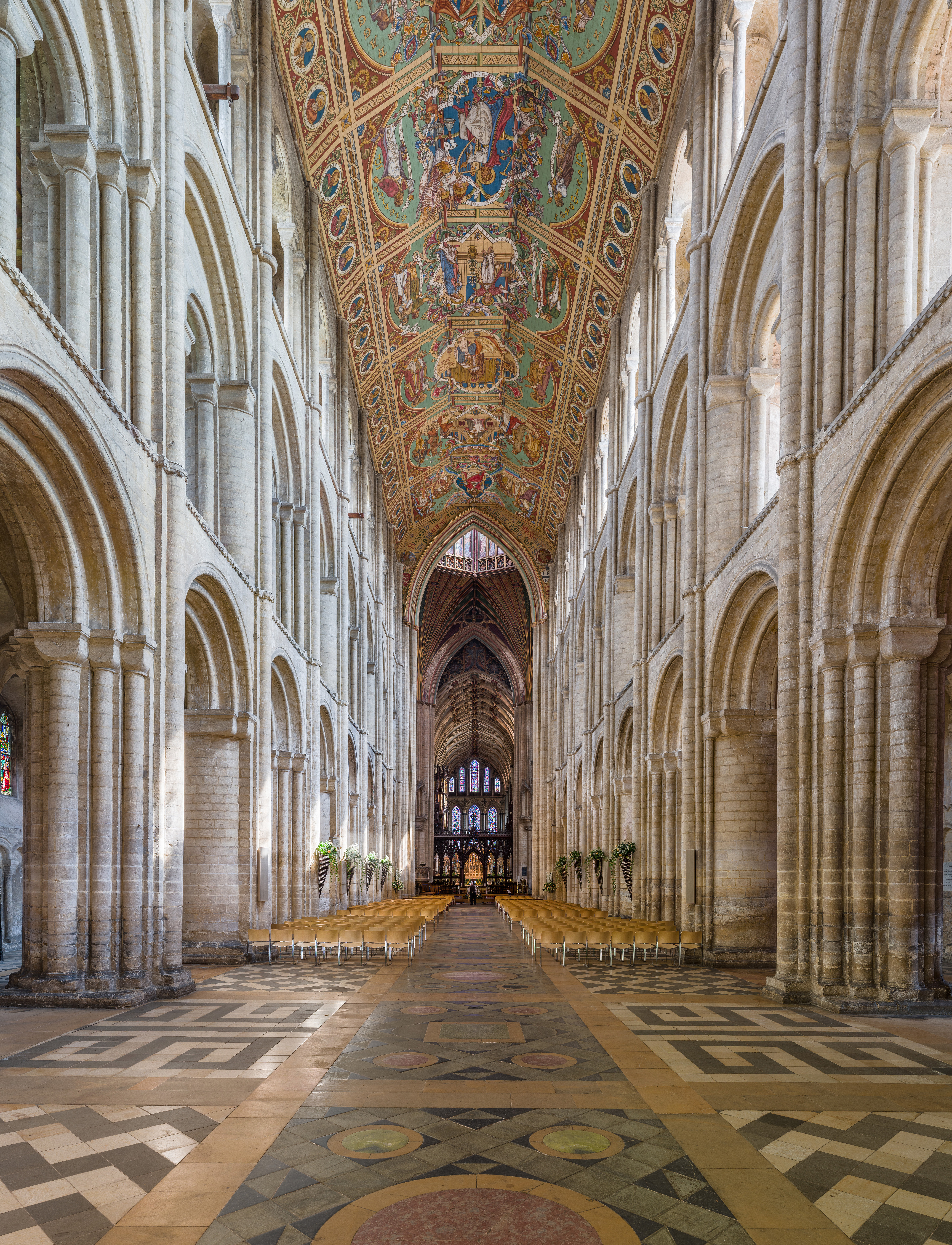
Неф
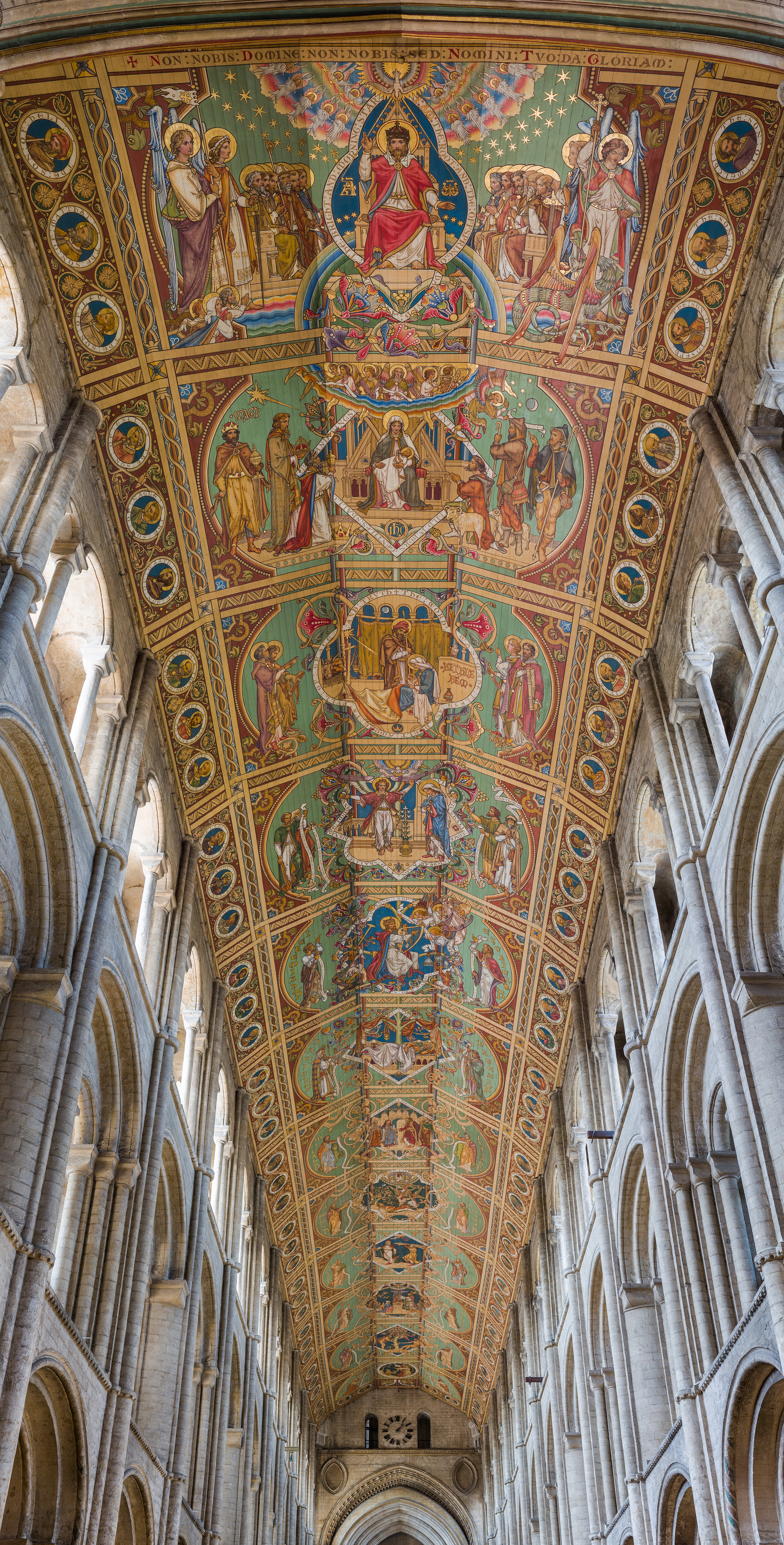
Потолок
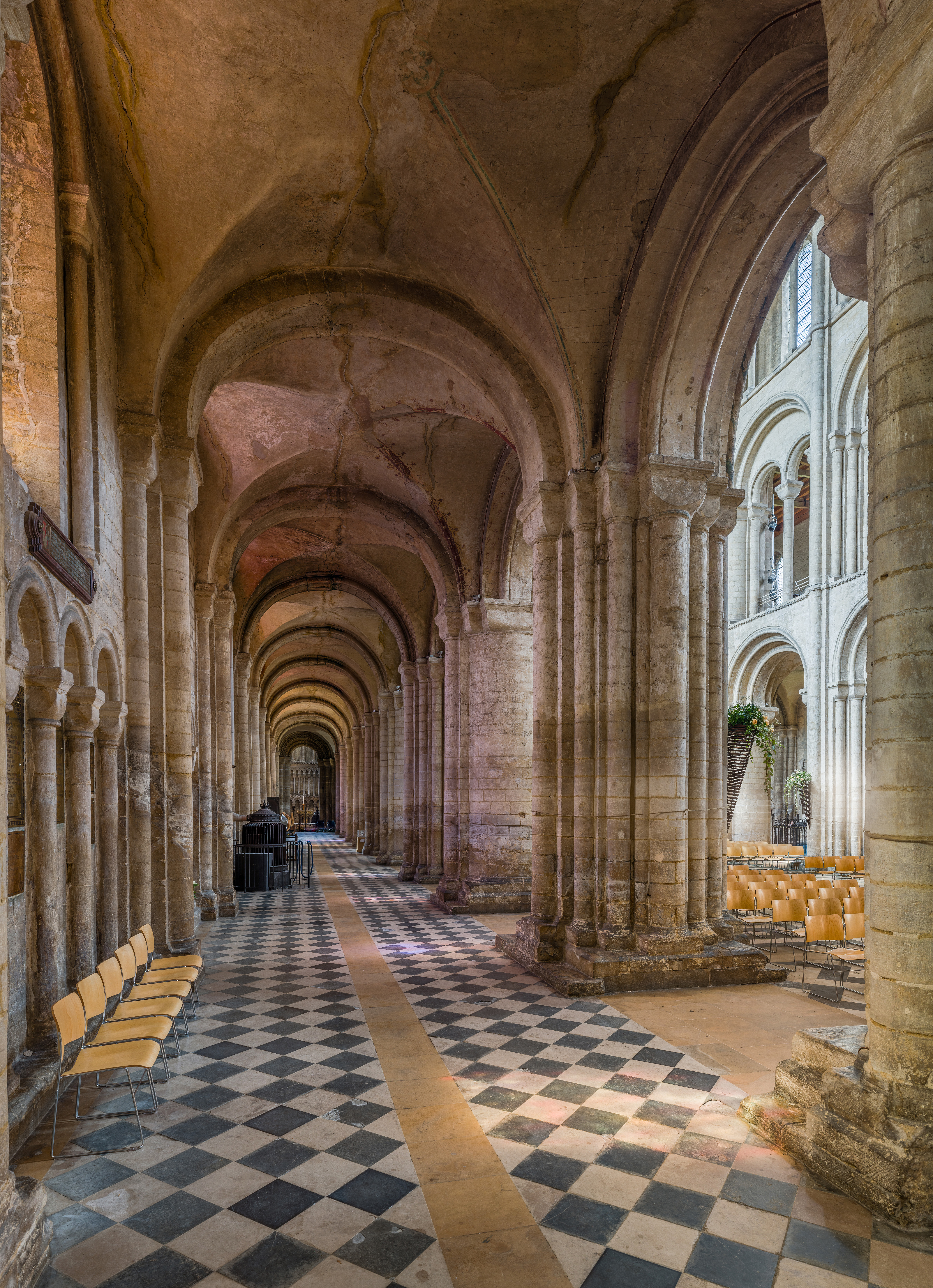
Южный боковой неф, вид к западу
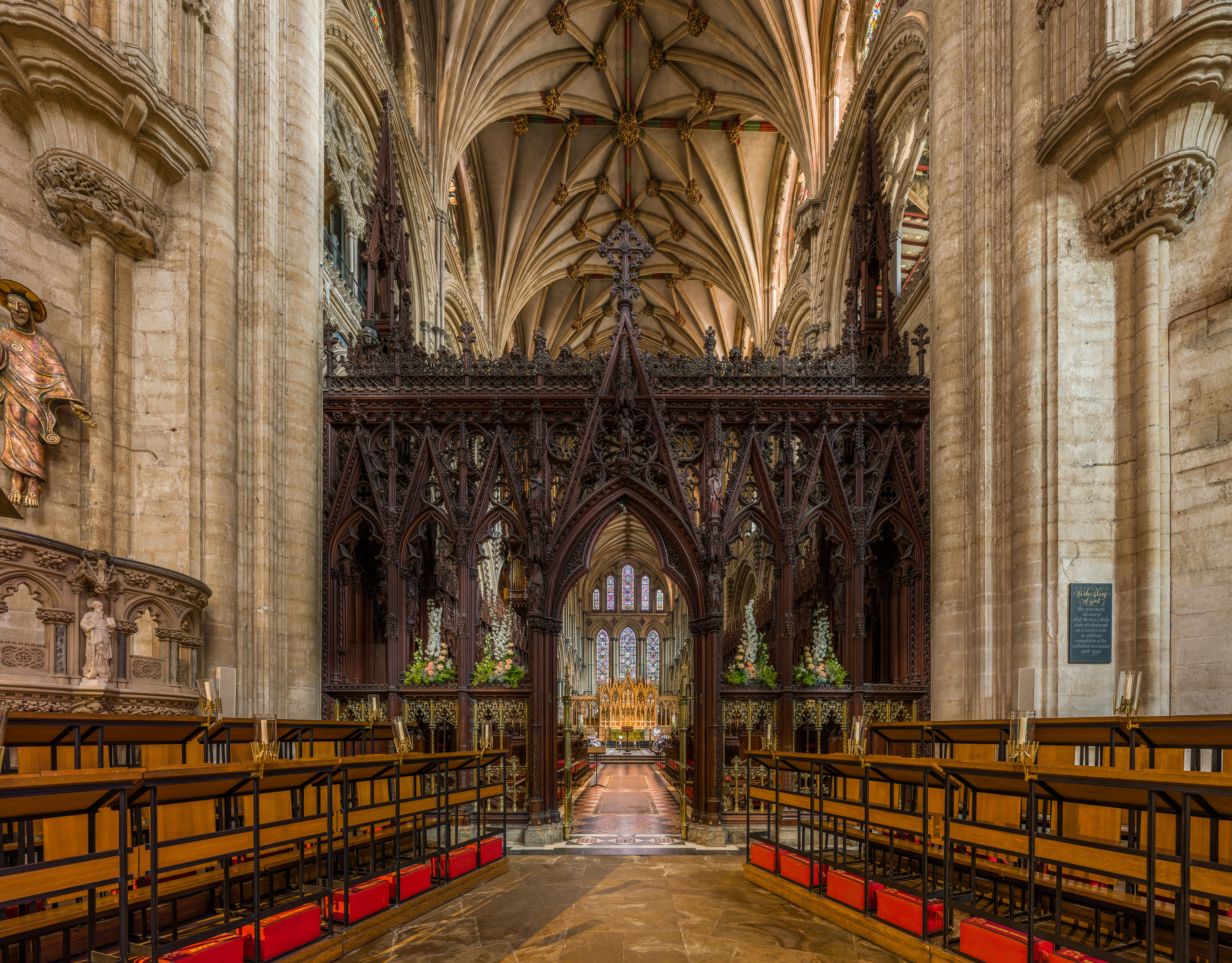
Алтарная преграда, вид из нефа
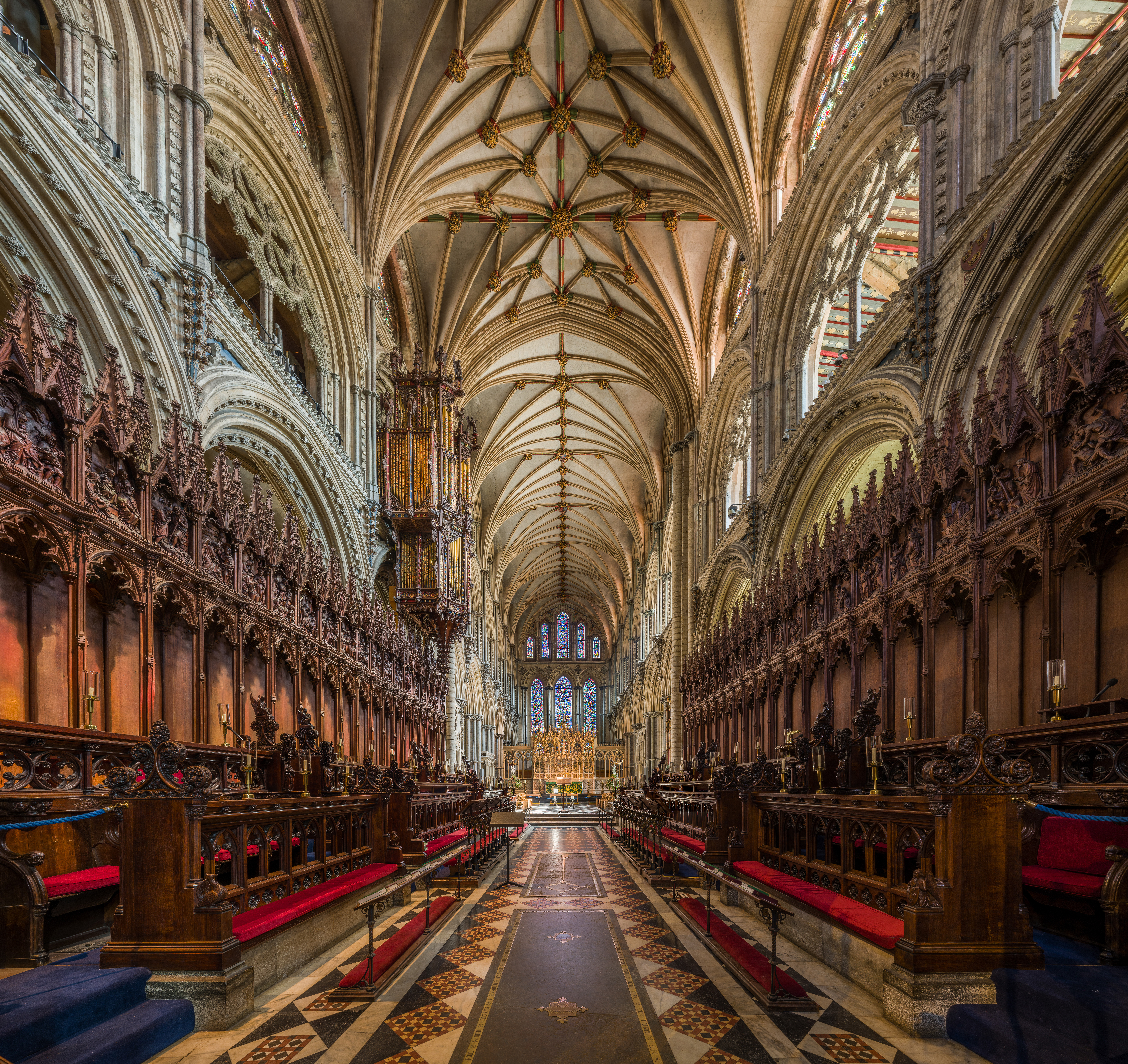
Хоры
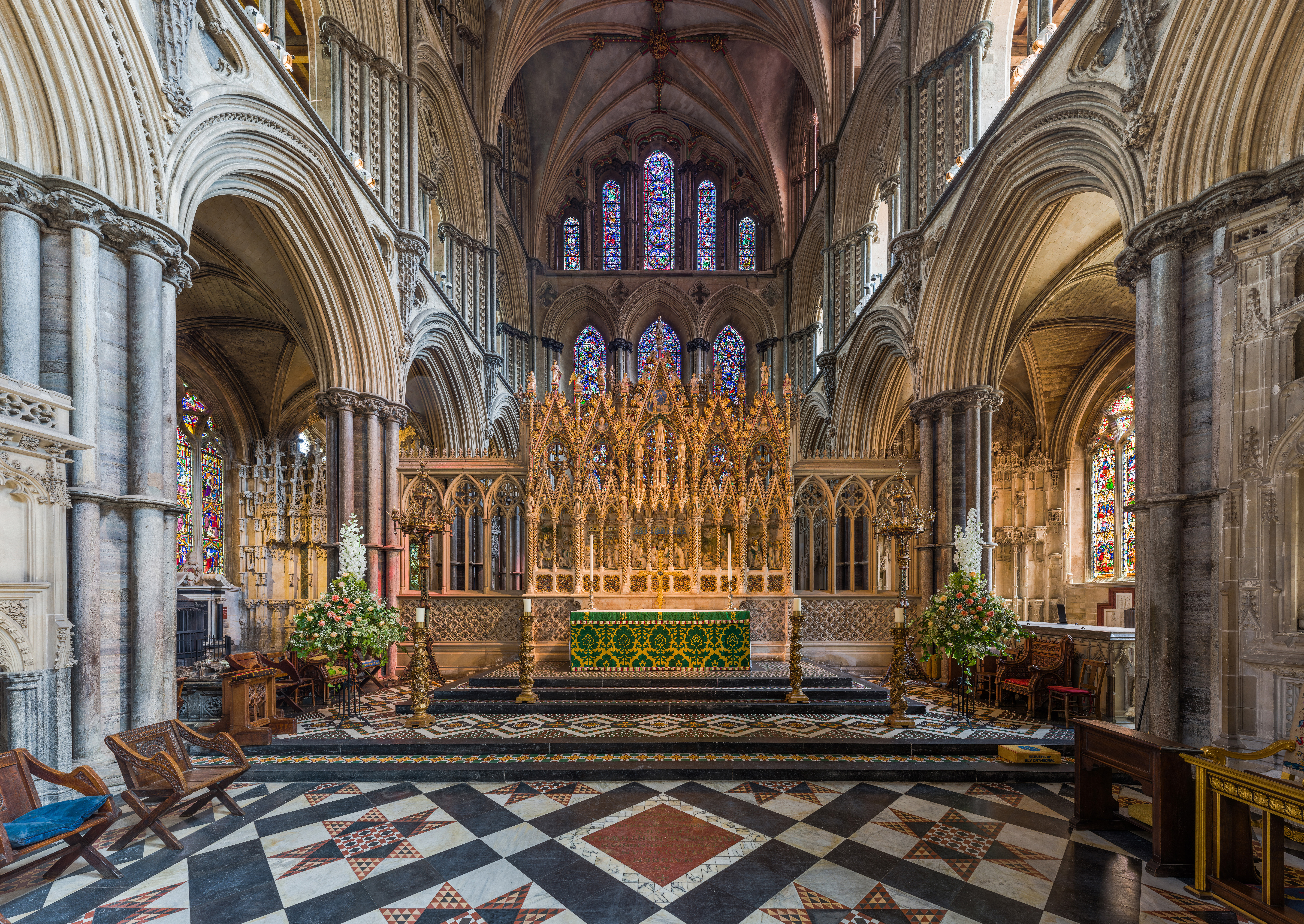
Главный алтарь
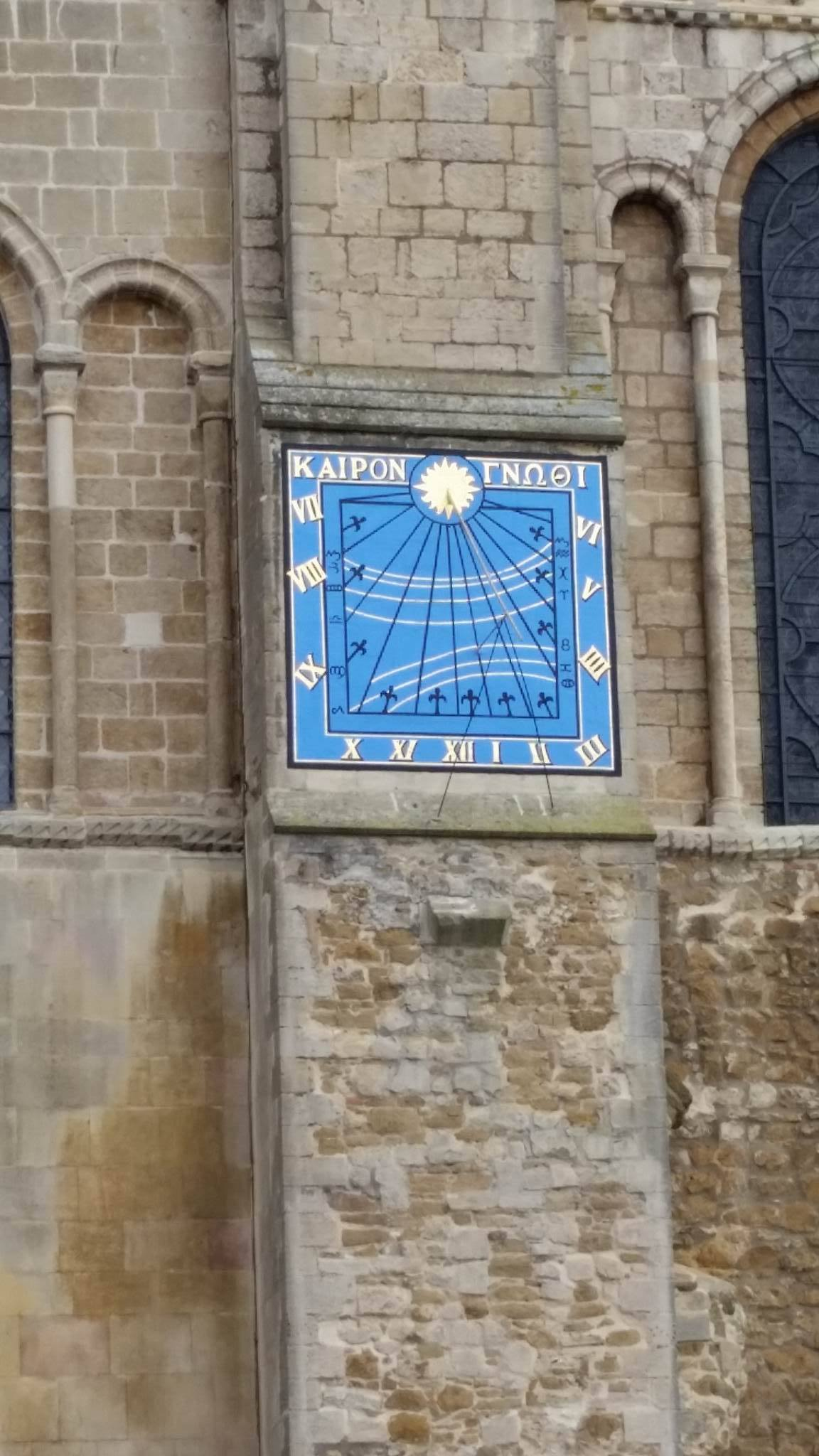
Солнечные часы на стене южного трансепта
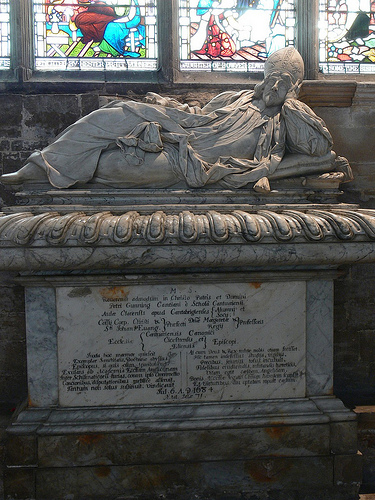
Памятник Питеру Ганнингу[англ.])

Строительство нефа начинается в 1115 году, а даты 1120 на балках кровли говорят о том, что к этому году по крайней мере восточная половина его была перекрыта. Большая длина нефа привела к тому решению, чтобы, после постройки четырёх восточных секций, которые дали бы достаточно опоры центральной башне, возведение нефа прервать. К 1140 году остаток нефа и западные башня и трансепт были доведены до уровня галереи трифория всё в том же романском стиле. После этого строительство прервалось на 30 лет, и возобновлено было уже в раннем готическом стиле.

### Западный фасад

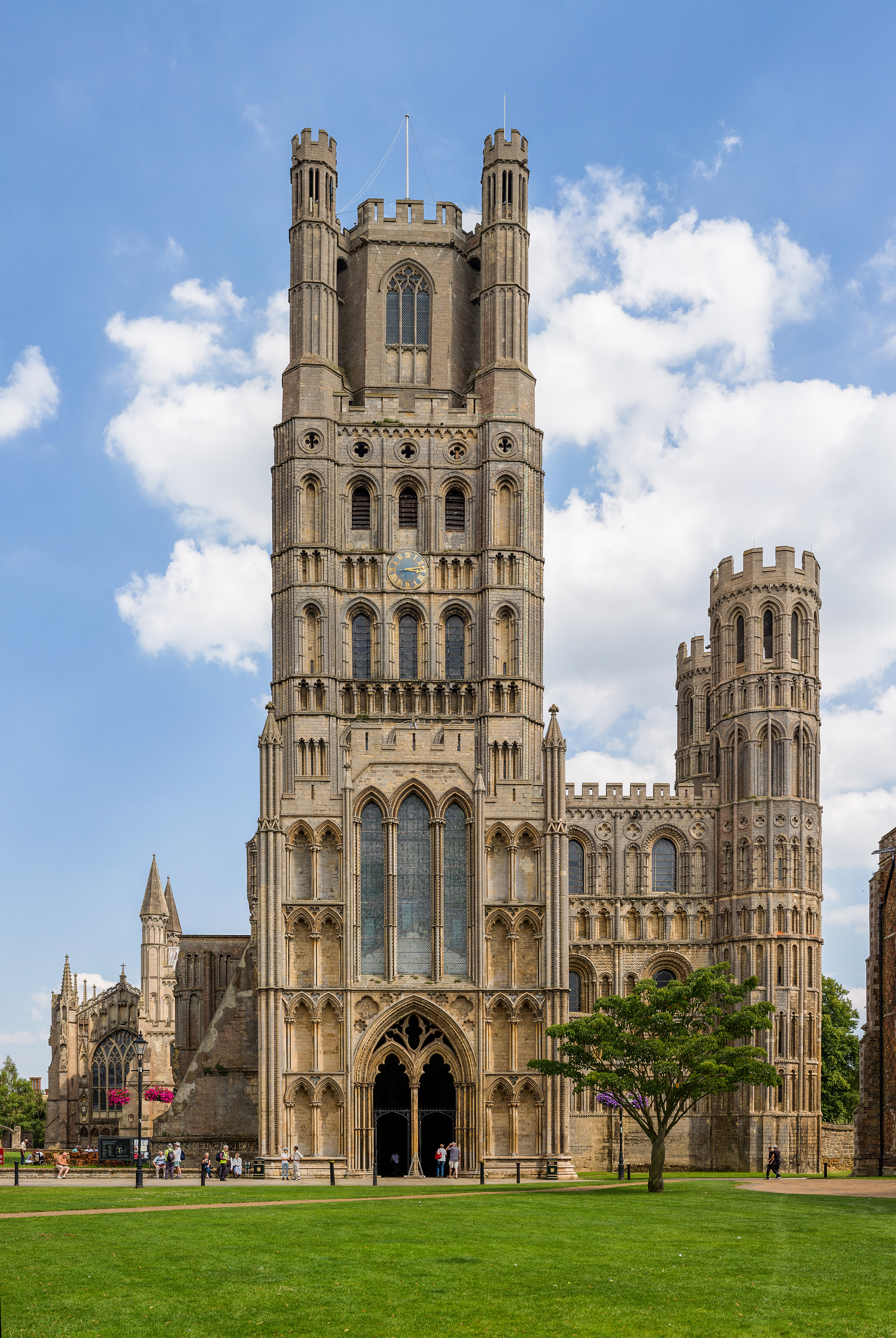
Западный фасад и галилейский портик

Западная башня и западные трансепты были завершены при епископе Джоффри Риделе в 1174-89 годах, когда был создан эффектный западный фасад, богато украшенный пересекающимися арками и замысловатыми профилировками. Единый декор систематически применялся к каждому новому ярусу трилистных арок, из-за чего западный фасад отличается высокой степенью стилевого единства.
Изначально западный фасад был симметричен, с обоими полноценными трансептами по бокам центральной башни. Восьмигранная верхушка башни была частью оригинального замысла, хотя она и воздвигнута лишь к 1400 году. В ходе всего строительства приходилось преодолевать трудности, возникающие от ненадёжной почвы, особенно под западной частью здания. В 1405—1407 годах для того, чтобы справиться с дополнительным весом добавленного восьмигранного верхнего яруса башни, добавлены четыре новые арки на пересечении главного и западного нефов. Вес этих дополнительных арок мог привести к тому, что в конце XV века северо-западный трансепт рухнул, восстанавливать его не стали, а к остаткам стен с северной стороны башни пристроили мощный контрфорс.

### Галилейский портик
Галилейский портик ныне является основным входом в храм, но изначальное его предназначение неясно. Судя по расположению у западного портала, он мог служить для кающихся, которым епитимья закрывает доступ в храм, мог быть местом сбора процессий либо местом для общения монахов с женщинами, которые не допускались в аббатство. Конструктивное его назначение — дополнительная поддержка башни. Портик двухъярусный, но кровля второго яруса снята в XIX веке. Время строительства портика также неясно, хроники предполагают, что оно было начато при епископе Юстасе (1197—1215), по стилю это хороший образец раннеанглийской готики, но эта датировка вызывает сомнения, особенно в связи с тем, что с 1208 года Юстас бежал во Францию и три года не имел доступа к доходам аббатства. Джордж Гилберт Скотт утверждал, что детали, особенно «прерывистые» аркады и колонки из пурбекского мрамора, соответствуют хорам св. Хью в Линкольнском соборе и западному портику Сент-Олбанского собора, которые оба предшествуют временам Юстаса, а орнамент из резных листьев и другие детали предполагают датировку позже 1220 года, во времена епископа Хью Нортуолдского.

### Пресбитерий и восточная оконечность
Первые крупные переделки норманской части собора предпринял епископ Хью Нортуолдский (1229—1254). Восточная часть тогда была длиной лишь четыре пролёта от хора (располагавшегося в средокрестии) до алтаря и гробницы Этельдреды. В 1234 году начались работы по пристройке шести пролётов, которые продлились 17 лет. Интерьер украшен пурбекским мрамором и листовидной резьбой. Размеры вновь возводимых пролётов и толщины стен полностью соответствовали норманским секциям нефа, но пресбитерий в целом является «наиболее чистым и при этом богато украшенным зданием в Англии своего времени» (англ. the most refined and richly decorated English building of its period) в стиле раннеанглийской готики. Мощи Этельдреды были перемещены в новую гробницу восточнее нового главного алтаря к 1252 году, когда собор был заново освящён в присутствии Генриха III и принца Эдуарда. Культ св. Этельдреды этим только упрочился. Сохранившиеся фрагменты пьедестала гробницы позволяют предполагать, что орнамент её был аналогичен галилейскому портику. Также были перезахоронены останки святых Витбурги и Сексбурги (сестёр Этельдреды) и Эрменильды, дочери Сексбурги, паломники посещали эти святыни через двери в северном трансепте. Впоследствии в пресбитерии захоронено или увековечено свыше ста человек, так или иначе связанных с аббатством или собором.

### Капелла Девы Марии

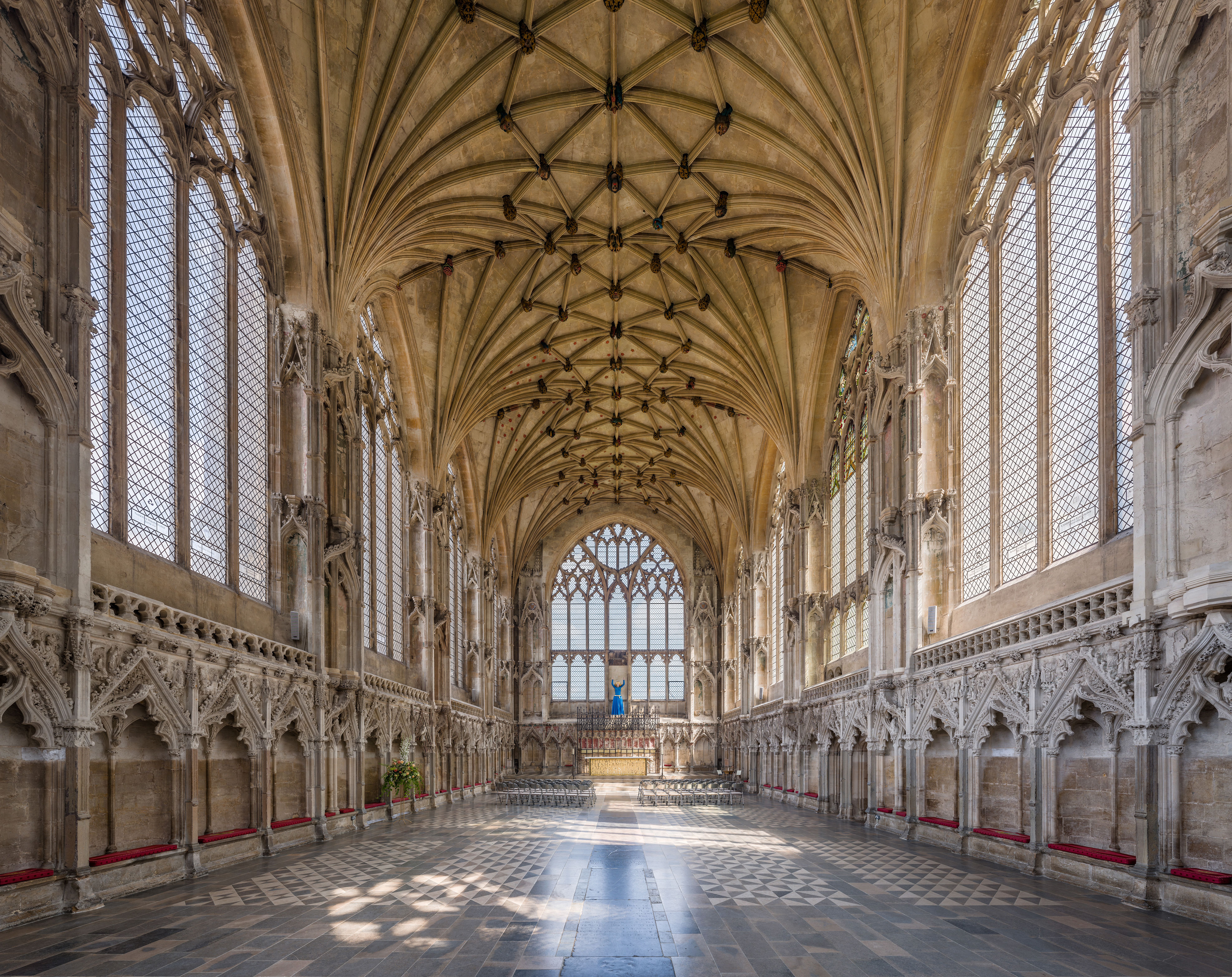
Капелла Девы Марии
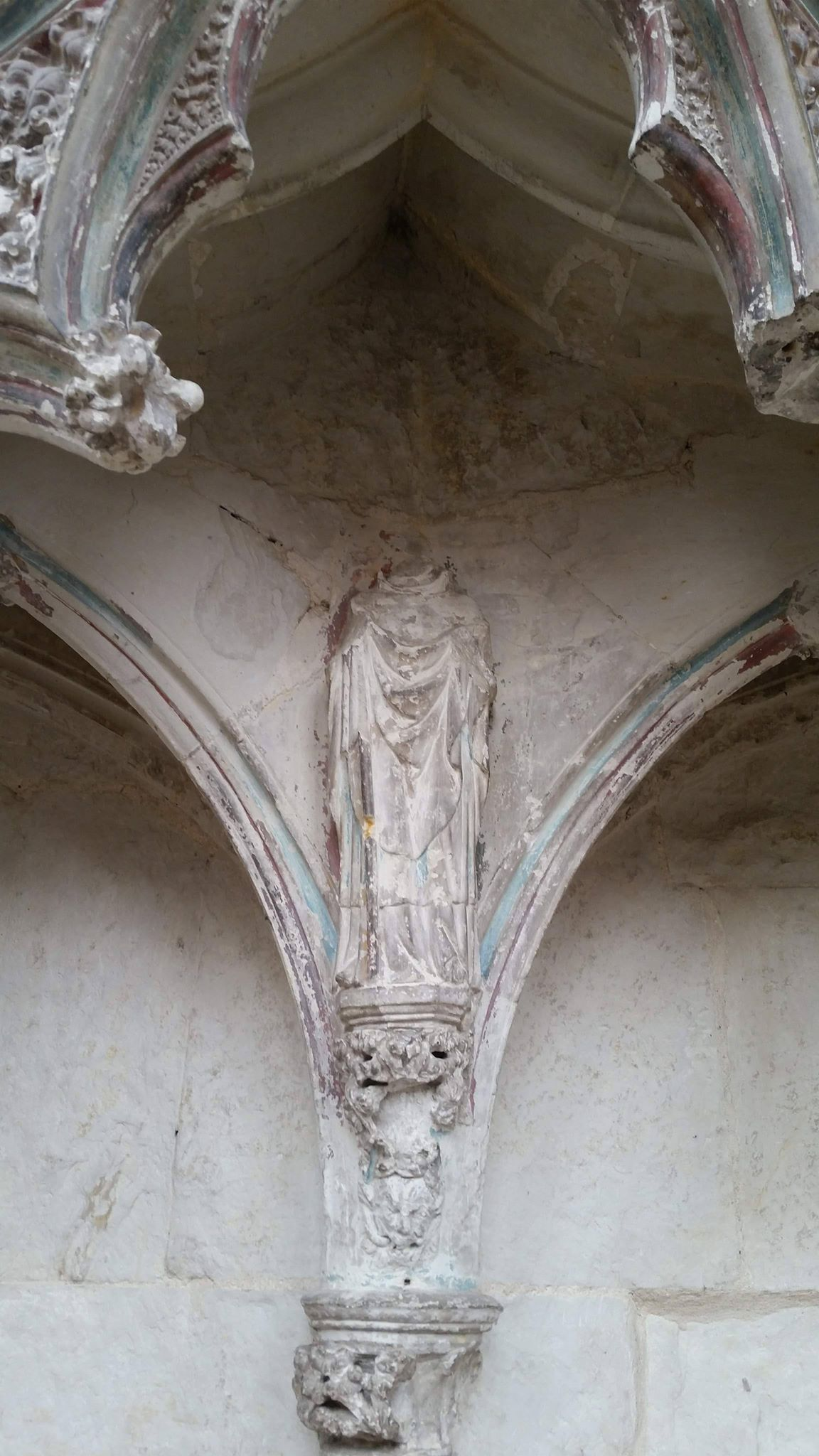
Статуя в капелле, обезглавленная в ходе английской реформации
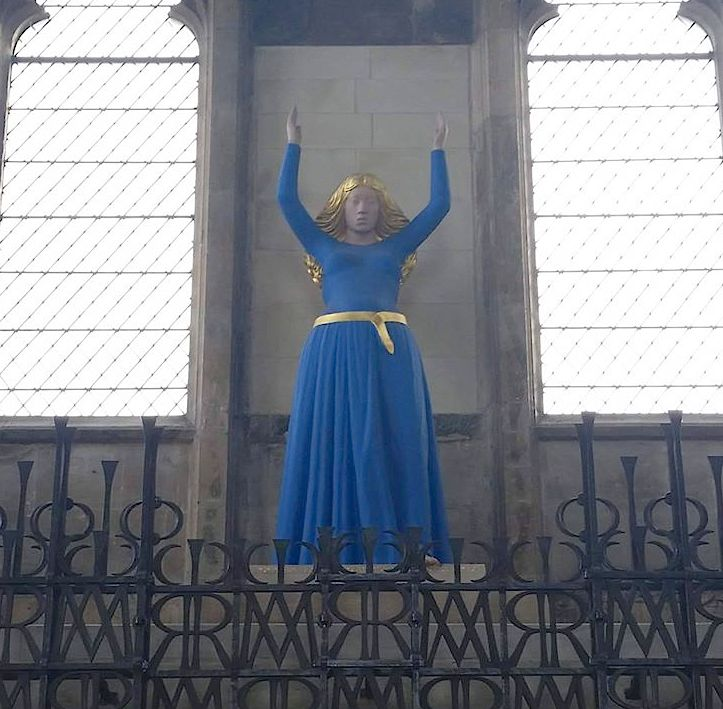
Дева Мария (2000), скульптор Дэвид Уинн (1926—2014)
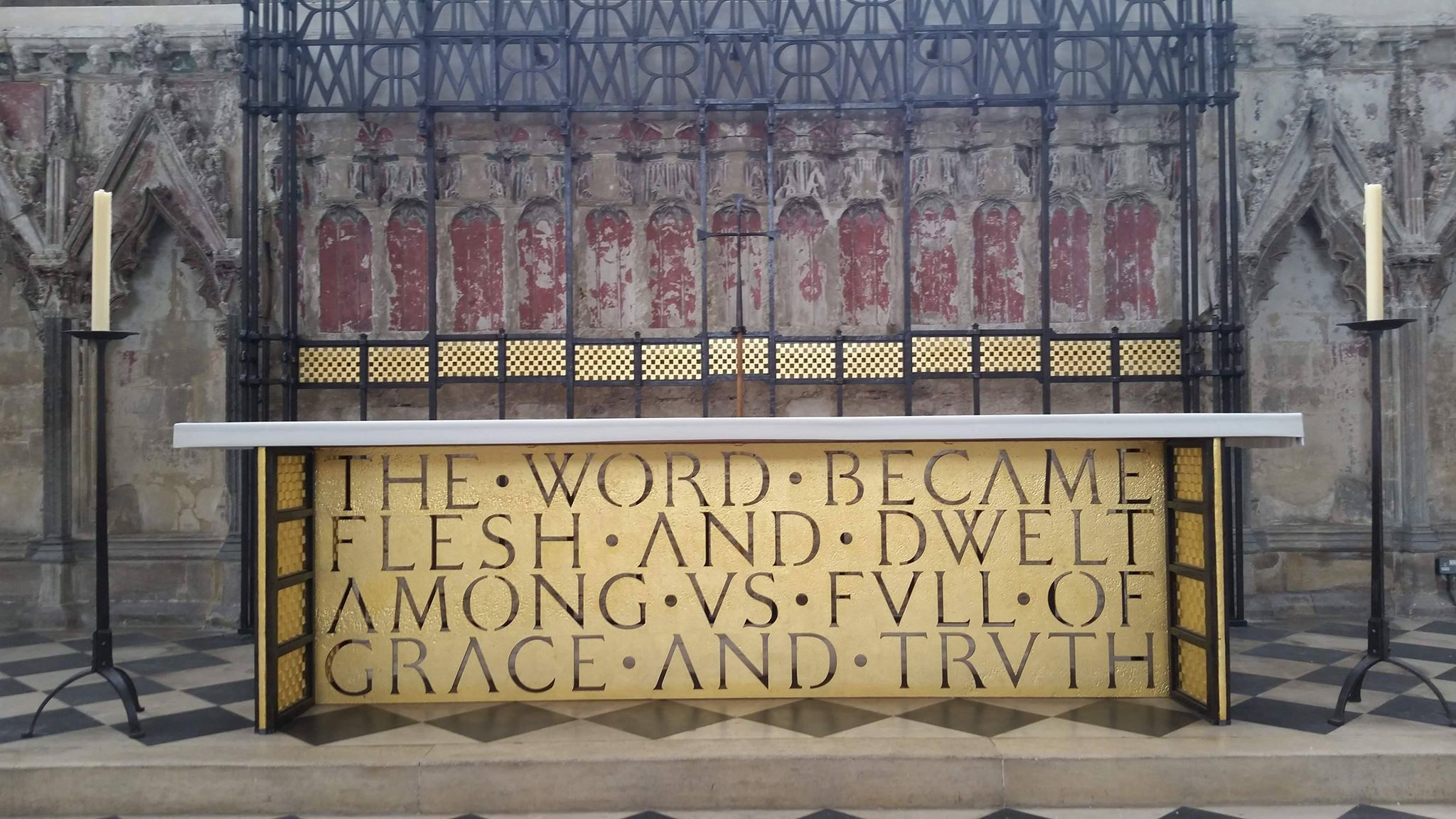
Алтарь капеллы Девы Марии

В 1321 году под руководством ризничего и архитектора Алана Уолсингемского начаты работы по возведению отдельностоящей капеллы Девы Марии, связанной переходом с северным боковым нефом трансепта. Строительство шло 30 лет. Размеры капеллы 100 футов (30 м) в длину и 46 футов (14 м) в ширину, стиль — развитая украшенная готика. Строительство затянулось из-за непредвиденной поправки основной церкви, на которую в 1322 году были отвлечены силы и средства. С каждой длинной стороны в стенах по пять больших окон, разделённых устоями свода, в каждом устое по 8 ниш с балдахинами, в которых были статуи.
Ниже подоконников по трём сторонам тянется аркада из арок каблучкового очертания на колонках и пурбекского мрамора, образующая ряд сидений. Под каждым окном три арки, по одной — под устоями, причём сиденья под устоями увенчаны разгрузочной аркой, от которой вверх продолжается колонка со статуей короля или епископа. Над аркадой сидений в антрвольтах располагаются 96 рельефов со сценами из жизни Девы Марии. Рельефы и скульптуры были раскрашены, в окнах были витражи, вероятно, на библейские сюжеты, от которых уцелело очень мало, потому что при реформации иконоборческий эдикт был исполнен епископом Томасом Гудричем весьма тщательно. Крупные отдельные статуи были уничтожены, с рельефов, вделанных в стену, сбиты лица или целые фигуры, но оставлены прочие детали, по которым теперь пытаются определять сюжеты. После секуляризации аббатская церковь стала приходской церковью города Или (во имя святой Троицы) до 1938 года.
В 2000 году в капелле была установлена статуя Девы Марии в натуральную величину. Скульптура Дэвида Уинна не понравилась прихожанам, настоятель собора упомянул, что ему приходило много писем с жалобами.

### Октагон

Потолок нефа и лантерна, вид из октагона к западу

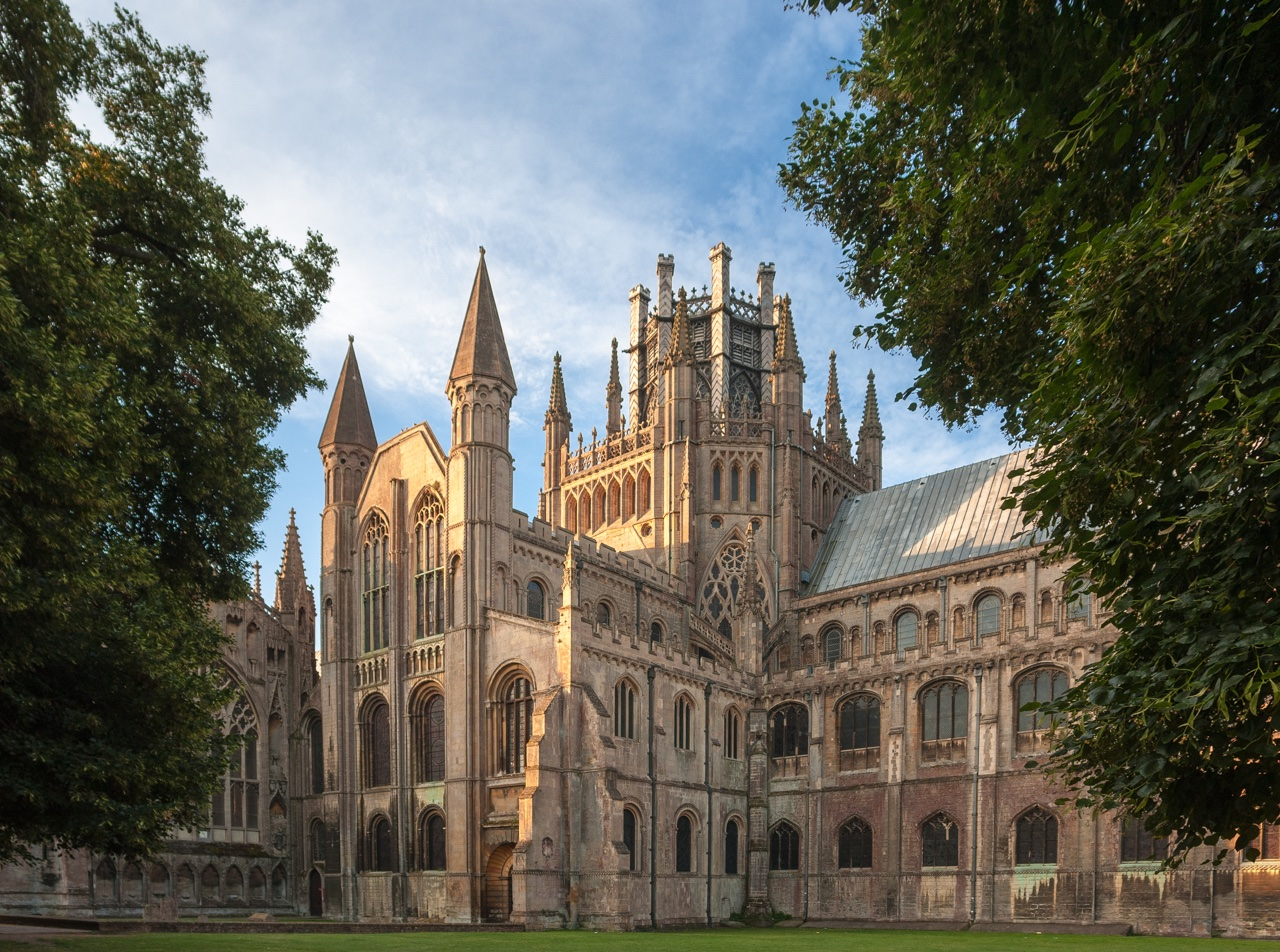
Октагон снаружи

Центральная обширная восьмиугольная башня — тибуриум с лантерной и пинаклями является наиболее узнаваемой чертой как интерьера, так и экстерьера собора. Тем не менее, это, по выражению Певзнера, «величайшее индивидуальное достижение архитектурного гения» в ансамбле Или (англ. greatest individual achievement of architectural genius) возникло в результате катастрофы. В ночь на 13 февраля 1322 года, возможно, из-за земляных работ на фундаменте капеллы Девы Марии, нормандская башня на средокрестии обрушилась. Строительство капеллы приостановили, переключив силы и средства на устранение последствий этого несчастья. Башню не стали восстанавливать на прежнем квадратном фундаменте, но все четыре её устоя разобрали, включив в новый восьмиугольный план прилежавшие к средокрестию секции нефа, хора и трансептов. Строительством руководил Алан Уолсингемский, хотя степень его участия в проекте остаётся предметом споров, как и причины столь радикального, не имеющего аналогов, расширения пространства средокрестия. Возможно, сыграло роль решение опереть вес новой башни на новую, ещё не проявившую себя вероломно, почву.
Основой башни является замкнутая восьмиугольная в плане аркада, на которую опирается деревянный свод, похожий на веерные своды более поздней готики, на тонких нервюрах которого стоит большой и яркий фонарь. На самом деле фонарь и кровля опираются на деревянные конструкции, расположенные выше декоративного свода, которые сейчас не могут быть повторены из-за того, что больше нет деревьев подходящей величины. Восьмиугольный фонарь повёрнут относительно башни. В гранях его витражи, изображающие поющих ангелов, а доступ с чердака позволяет хористам при необходимости петь оттуда. Крыша фонаря также деревянная, с «замковым камнем» из цельного дуба, на котором вырезан Христос Вседержитель. Сложные деревянные конструкции выполнены Уильямом Харли, королевским плотником.
Неизвестно, насколько серьёзные повреждения получили при обрушении башни нормандские хоры, но три оставшиеся секции были реконструированы при епископе Джоне Готэме (англ. John Hotham, 1316—1337) в декоративном стиле с «текучими» линиями. Кладка стен показывает, что это было лишь наложение новых декоративных профилей, а не возведение заново. В Октагоне были установлены новые мизерикордии, балдахины и прочие предметы мебели, но на старые места. Возобновилось строительство капеллы Девы Марии, в двух западных секциях пресбитерия был раскрыт трифорий, чтобы лучше осветить гробницу Этельдреды. Приблизительно с этого же времени ланцетовидные окна боковых нефов и трифория заменяются широкими с «текучим» переплётом. Одновременно перестраиваются и монастырские здания, сооружается элегантная капелла приора Краудена (англ. Crauden).

### Поминальные капеллы

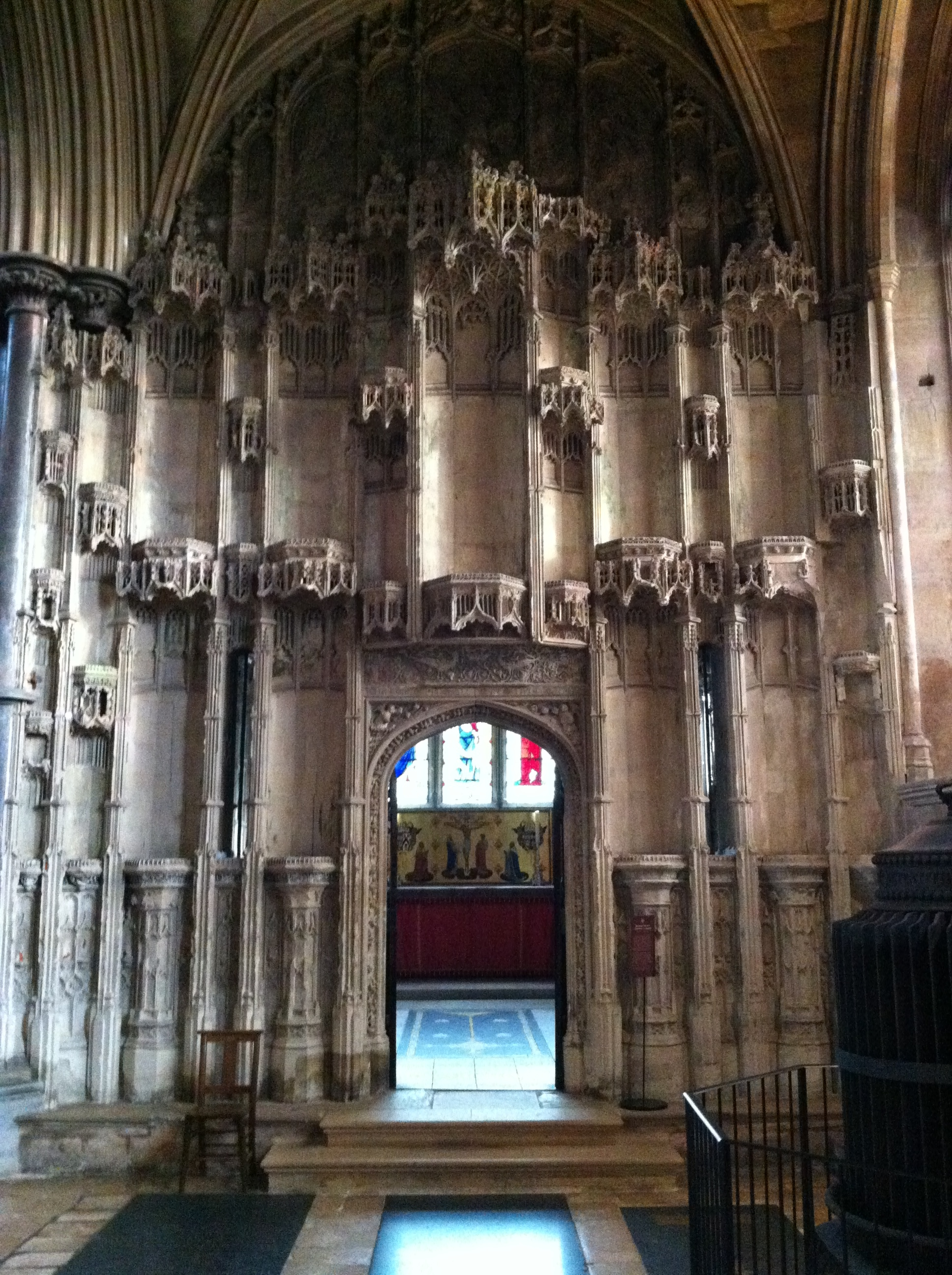
Капелла епископа Уэста

В конце XV—начале XVI веков в самых восточных секциях боковых нефов пресбитерия были построены заупокойные капеллы, с северной стороны — епископа Джона Олкока (1486—1500) и с южной — епископа Николаса Уэста (1515—33). В капелле Уэста были 9 статуй, уничтоженных его преемником в годы реформации.
В 1771 году капелла Уэста стала также гробницей семерых «благодетелей церкви». Прежде их останки были перемещены из англосаксонского аббатства в норманское, в алтарную преграду в Октагоне, но при перепланировке хора эта стена была разобрана. В капелле были перезахоронены:
- Вульфстан, епископ Лондонский, Вустерский и архиепископ Йоркский[англ.] (†1023),
- Осмунд, епископ-миссионер в Швеции[англ.], умерший монахом в Или между 1066—1072 годами,
- Этельстан, епископ Эльмхамский[англ.] (†1001),
- Эльфвин, епископ Эльмхамский[англ.] († между 1023—1038 годами),
- Эльфгар, епископ Эльмхамский[англ.] (†1021),
- Эаднот, епископ Дорсетский[англ.] (†1049)
- Биртнот, олдермен Эссекский и покровитель Илийского аббатства[англ.] (†991),

Также в капелле Уэста на восточной стене находится могильный камень епископа Бойера Спарка (†1836).

### Реформация и закрытие монастырей
Королевская комиссия завладела всем имуществом монастыря 18 ноября 1539 года, и ещё два года судьба его оставалась неясной, поскольку Генрих VIII с советниками решал, какова будет роль кафедральных соборов в новой протестантской церкви. Новая хартия, дарованная Или 10 сентября 1541 года гласила, что бывший приор Роберт Стюарт (Robert Steward), назначается настоятелем, вместе с восемью пребендариями формирует капитул, который и будет владеть собором. При епископе Томасе Гудриче, по мере развёртывая иконоборчества в 1540-е годы, были сначала разрушены гробницы англосаксонских святых, затем почти все витражи, и немалая часть скульптур была либо уничтожена, либо обезличена. В капелле Девы Марии круглая скульптура была разбита, а у 147 фигур рельефного фриза сбиты головы, также головы отбиты у статуй в капелле Уэста. Соборы, однако, избежали полного уничтожения по трём причинам: они были хорошим инструментом пропаганды веры и правильного ритуала, центрами образования и заботы о бедных. Бывшие монахи стали прислужниками и певчими для помощи в богослужении, в монастырских постройках открылась школа для 24 студентов, драгоценная посуда и облачения были в 1550-е годы проданы, чтобы купить книги для библиотеки. Переход из собора в капеллу Девы Марии переделали в богадельню на 6 мест, а саму капеллу передали городу под приходскую церковь Святой Троицы, потому что прежнее строение, примыкавшее к северному нефу, никуда не годилось. Часть монастырских построек стала домами новых капитуляриев, часть была разобрана. Собор также в немалой степени утратил функции, например, вся восточная половина его, прежде предназначавшаяся для монахов, стала лишь почётным кладбищем.
Ближе всего к уничтожению как здания собора, так и его организации, дело подошло во времена Кромвеля. В 1640-е годы в соборе было установлено богослужение по пуританскому обряду. Епископ Мэтью Рен в 1642 году был арестован и провёл следующие 18 лет в Тауэре. Значительных утрат религиозных изображений в период гражданской войны собор не потерпел, потому что за сто лет до того был очищен весьма тщательно. В 1648 году парламент призвал разобрать здание на стройматериалы, выручка от продажи которых должна была идти на нужды инвалидов войны, солдатских вдов и сирот, но собор, хотя пребывал в запустении, уцелел, возможно, по протекции Оливера Кромвеля, а возможно и от общей неразберихи в стране. По крайней мере, отношение к зданию церкви было скорее безразличным, чем враждебным.

### Реставрация
После приглашения на престол Карла II наряду с политической реставрацией пошло и возрождение англиканской церкви. Епископ Илийский Мэтью Рен, просидевший в Тауэре все 18 лет республики, назначил новый капитул, а настоятель был определён королём. Перед новыми иерархами стояло три больших задачи: начать ремонт обветшавших зданий, возобновить службы и вернуть церкви утраченные земли, права и доходы. Это заняло более 20 лет, и, по большей части, удалось.
В 1690-е]годы в соборе появились барочные элементы интерьера, в частности, мраморная купель (ныне в церкви в деревне Прикуиллоу) и орган на старой романской алтарной преграде с трубящими ангелами и прочими украшениями. В 1699 году обрушился северо-западный угол северного трансепта, в ходе его восстановления в северном фасаде вставлен классицизирующий портал. С этими работами нередко ассоциируют сэра Кристофера Рена, который за несколько лет до того работал вместе с начальником работ Робертом Грумболдом (англ. Robert Grumbold) над библиотекой Тринити-колледжа в Кембридже, а также был племянником епископа Мэтью Рена. По крайней мере, достоверно, что с Реном советовался по поводу предстоявших работ настоятель собора Джон Ламбе (англ. John Lambe, 1693—1708). Восстановление трансепта заняло четыре года (1699—1702), кроме портала, оригинальные романские стены, проёмы и отделка были тщательно воссозданы, что стало важной вехой в истории реставраций вообще.

### XVIII век, Бентам и Эссекс

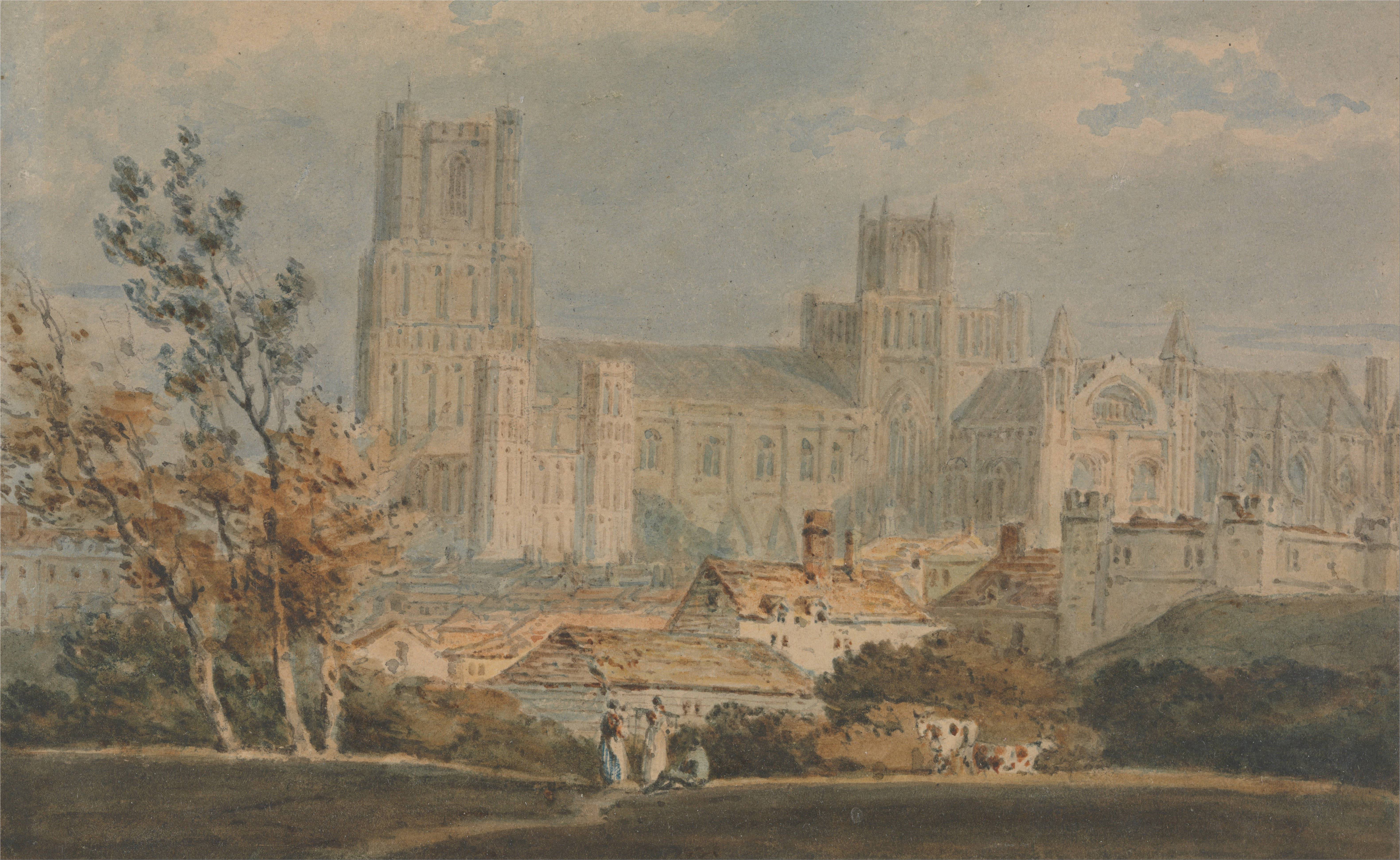
У. Тёрнер. Вид собора в Или. Ок. 1796. Йельский центр британского искусства

В XVIII веке в истории собора выделяются два человека: скромный каноник и архитектор, Джеймс Бентам (1709—1794), основываясь на трудах своего отца Сэмюэла, изучал историю собора и опубликовал в 1771 году книгу «История и древности монастырской и соборной церкви в Или» (англ. The History and Antiquities of the Conventual and Cathedral Church of Ely). Разыскав подлинные документы, он составил списки аббатов, приоров, настоятелей и епископов, написал историю аббатства и собора, снабдив повествование о строительстве церковного здания гравюрами и чертежами. Обмеры, планы и разрезы выполнил архитектор Джеймс Эссекс (1722—1784), который таким образом подробно изучил собор и не только выявил его слабые места, но и разобрался в его конструкции в целом.
Достигнутый усилиями Бентама и Эссекса уровень понимания собора позволил произвести во второй половине XVIII века весьма полезные и своевременные реставрации и улучшения. Эссекс был назначен в 1757 году общим руководителем работ, начать которые он решил с фонаря. Четыре века оставили на нём заметные следы, недостаток финансирования принудил не восстанавливать сложные готические украшения, но заменить их в георгианском духе простыми деревянными и свинцовыми конструкциями. После фонаря Эссекс приступил к полной замене кровли над хорами и выправке восточного щипца, который выдавило наружу от вертикали на 2 фута (61 см).
Бентам и Эссекс настаивали на том, чтобы переместить сиденья в хорах, сохранившиеся с XIV века, из-под Октагона, к чему приступили после смены кровли над хорами в 1769 году, причём Бентам, по-прежнему младший каноник, был назначен ответственным за этот ремонт. Октагон таким образом был освобождён и впервые доступен для осмотра публикой. Несмотря на свои антикварные взгляды, Бентам и Эссекс не обращались с древней мебелью особенно бережно, но по крайней мере, вопреки практике своей эпохи, они её сохранили. Для доступа в Октагон была разобрана романская алтарная преграда и выстроена новая двумя секциями восточнее Октагона, на эту преграду переместился барочный орган. В северной стене оказались замурованы мощи семи «саксонских благодетелей», привлекавшие паломников до реформации, мощи эти перезахоронили в капелле епископа Уэста.
Собор появляется на акварели Уильяма Тёрнера (ок. 1796).

### Викторианская эпоха
Следующая крупная реставрация началась в 1840-е годы под руководством, главным образом, настоятеля Джорджа Пикока (англ. George Peacock 1839-58). В 1845 году, когда работы были в разгаре, при осмотре западной башни сквозь отверстие для колокола упал с высоты 36 футов (11 м) и разбился насмерть архитектор Джордж Басеви, впоследствии похороненный в северном боковом нефе хора. Пикок с профессором из Кембриджа Робертом Уиллисом провёл подробные исследования конструкции собора и его украшений, а также археологические раскопки, и начал череду крупных реставрационных проектов с юго-западного трансепта. Он стал своего рода полигоном для обкатки идеи снять поздние наслоения и обнажить норманские окна и аркады, каковой процесс и стал основным в ходе реставрационных работ XIX века. Были смыты толстые слои побелки, отполированы колонки из пурбекского мрамора, покрашены и вызолочены потолочные балки и кронштейны в хоре, а также переделана западная башня. Оштукатуренный деревянный свод, возведённый лишь за 40 лет до того, разобрали, колокола и часы подняли выше. Постановка железных стяжек позволила убрать большие объёмы каменной кладки, которые, как предполагалось, должны были укреплять башню, но на деле только излишне нагружали её, усугубляя проблемы.

#### Джордж Гилберт Скотт
Джордж Гилберт Скотт к 1847 году уже выказал себя успешным архитектором готического возрождения. Он был приглашён, чтобы подкрепить своим опытом и профессиональными знаниями энтузиазм Пикока и Уиллиса в деле реставрации мебели в хорах. Предыдущие 80 лет они простояли в восточном конце, но Скотт настоял на том, чтобы вернуть её в Октагон, но лишь в восточную секцию, не загромождая открытого пространства. Скотт разработал новые деревянные ширмы, ворота, передвинул главный алтарь на две секции к западу и поставил обильно украшенные гипсовые заалтарные образа (сделанные Ратти и Кеттом, новую купель в западном трансепте, новый корпус органа и позднее новую алтарную преграду, заменившую неороманскую преграду 1803 года. В 1876 году по проекту Скотта были восстановлены парапет и пинакли на фонаре чрезвычайно близко к рисункам до реставрации Эссекса в XVIII веке. Многие барочные элементы, установленные в 1690-е, также были заменены.
В нефе был устроен дощатый потолок, который расписали сценами из Ветхого и Нового заветов Генри Стайлмен ле Стрэндж и, после его смерти в 1862 году, Томас Гэмбиер Парри, который перекрашивал и Октагон.

### XX век
Следующий комплекс реставрационных работ состоялся в 1986—2000 годах при настоятелях Уильяме Паттерсоне (англ. William Patterson 1984-90) и Майкле Хиггинсе (англ. Michael Higgins 1991—2003), под руководством Питера Миллера (англ. Peter Miller) и с 1994 года Джейн Кеннеди (англ. Jane Kennedy). Многие работы выполнили Ратти и Кетт. В 2000 году восстановлен коридор, соединяющий северный боковой неф хора с капеллой Девы Марии.

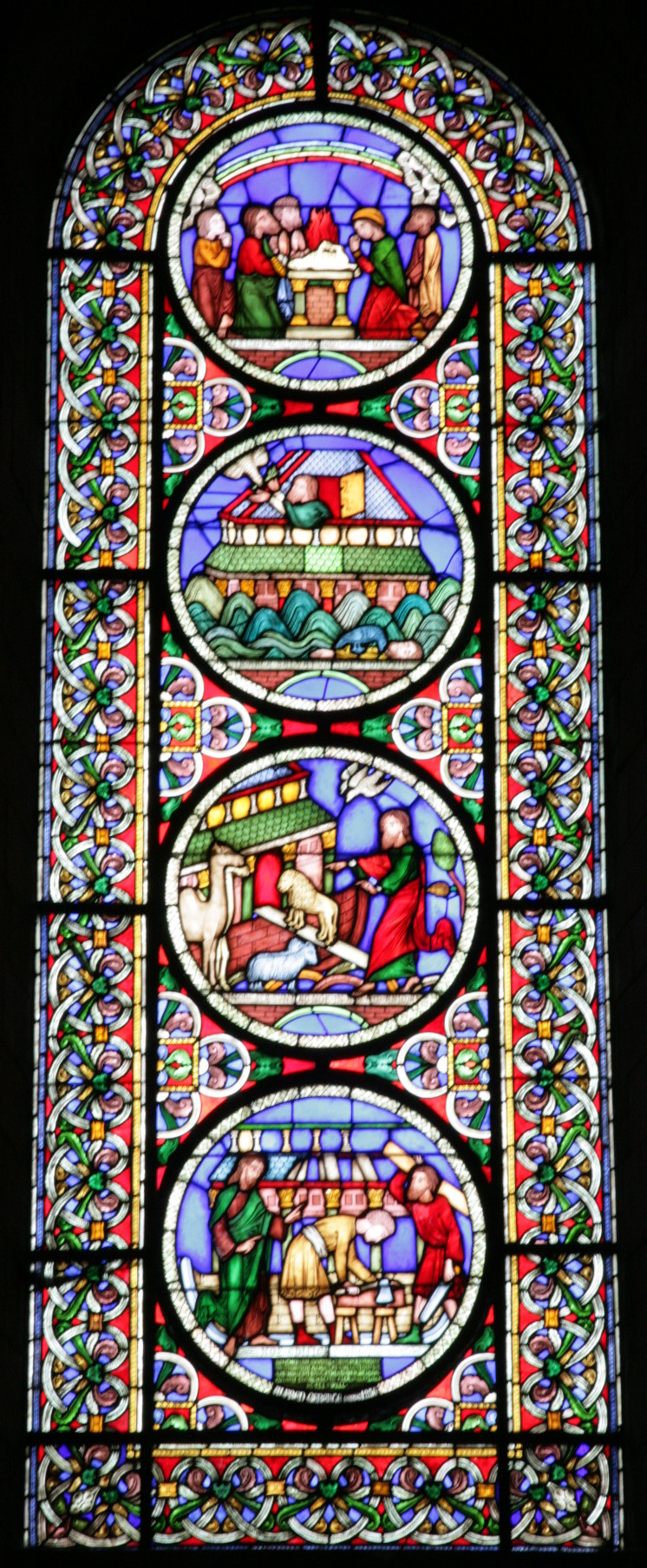
Окно Ноя в южном боковом нефе, Alfred Gérente

## Витражи
В 1845 году каноник Эдвард Спарк (англ. Edward Sparke, сын епископа Бойера Спарка, возглавил работы по воссозданию цветных витражей. К тому времени средневековые стёкла сохранились в небольшом количестве в капелле Девы Марии, да и пост-реформационных витражей было немного. В XVIII веке попытка Джеймса Пирсона (англ. James Pearson) увенчалась изготовлением лишь нескольких фрагментов и одного окна целиком. Заново открытые технологии витража в XIX веке вызвали бурный энтузиазм по всей стране, средства были собраны у благотворителей. Уильям Уэйлс с 1857 года делал витражи для больших ланцетовидных окон восточной стены собора, четыре окна в октагоне и некоторые окна юго-западного и северного трансепта, южного бокового нефа. Другие витражи выполнили братья Gérente, Уильям Уоррингтон, Александр Гиббс, Clayton and Bell, Ward and Nixon, Hardman & Co., и многочисленные отдельные мастера и мастерские из Англии и Франции.
В 1972 году был основан «Музей витража» (англ. Stained Glass Museum), призванный сохранять окна церквей, закрываемых за ненадобностью. В 1979 году он открылся для публики в северном трифории собора Или, а позднее, в 2000 году, открылось новая, улучшенная экспозиция в южном трифории. В экспозиции музея помимо сохранённых им стёкол имеются подаренные и завещанные витражи из Британии и зарубежных стран и заимствованные из Музея Виктории и Альберта, Королевской коллекции и британского фонда «Друзья одиноких церквей». Самые древние витражи в музее — XIII века.

## Музыка

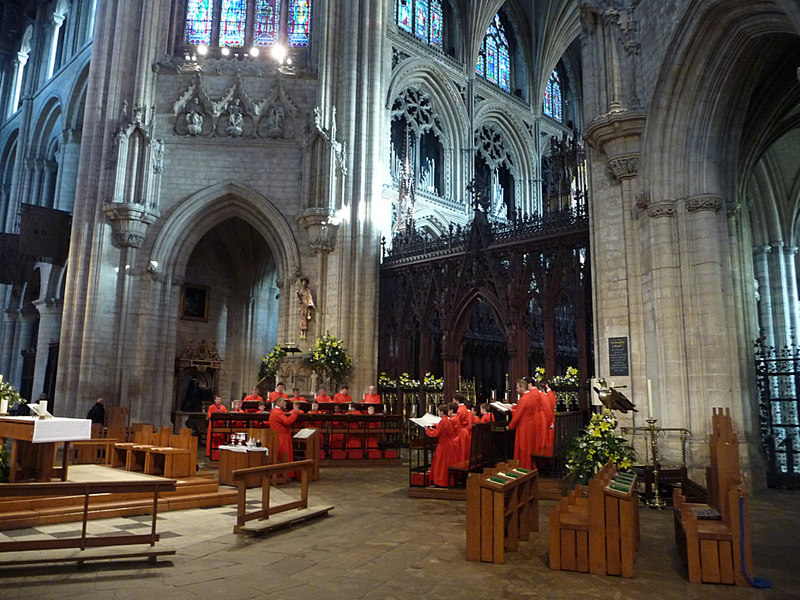
Репетиция хора

В соборном хоре поют шесть взрослых профессиональных певчих и мальчики от 7 до 13 лет, обучающиеся в королевской школе в Или на средства собора. Женский хор состоит из учениц той же школы от 13 до 18 лет, но за счёт школы. Женский хор поёт по понедельникам и пятницам, часто и по выходным. Также действуют школы пения для взрослых «Певцы Октагона» (англ. Octagon Singers) и для детей «Ely Imps».

### Орган
Органисты собора известны с XVI века.
Современный орган расположен на северной стене хоров, построен в корпусе XIX века работы Джорджа Гилберта Скотта фирмой Harrison & Harrison в 1931 году, перестроен в 1975 и реставрирован и расширен в 2001 году этой же фирмой. В органе 4 мануала (Позитив, Хор, Главный, Швеллер и Соло) и педаль, 83 регистра, самые низкие — 32-футовые.

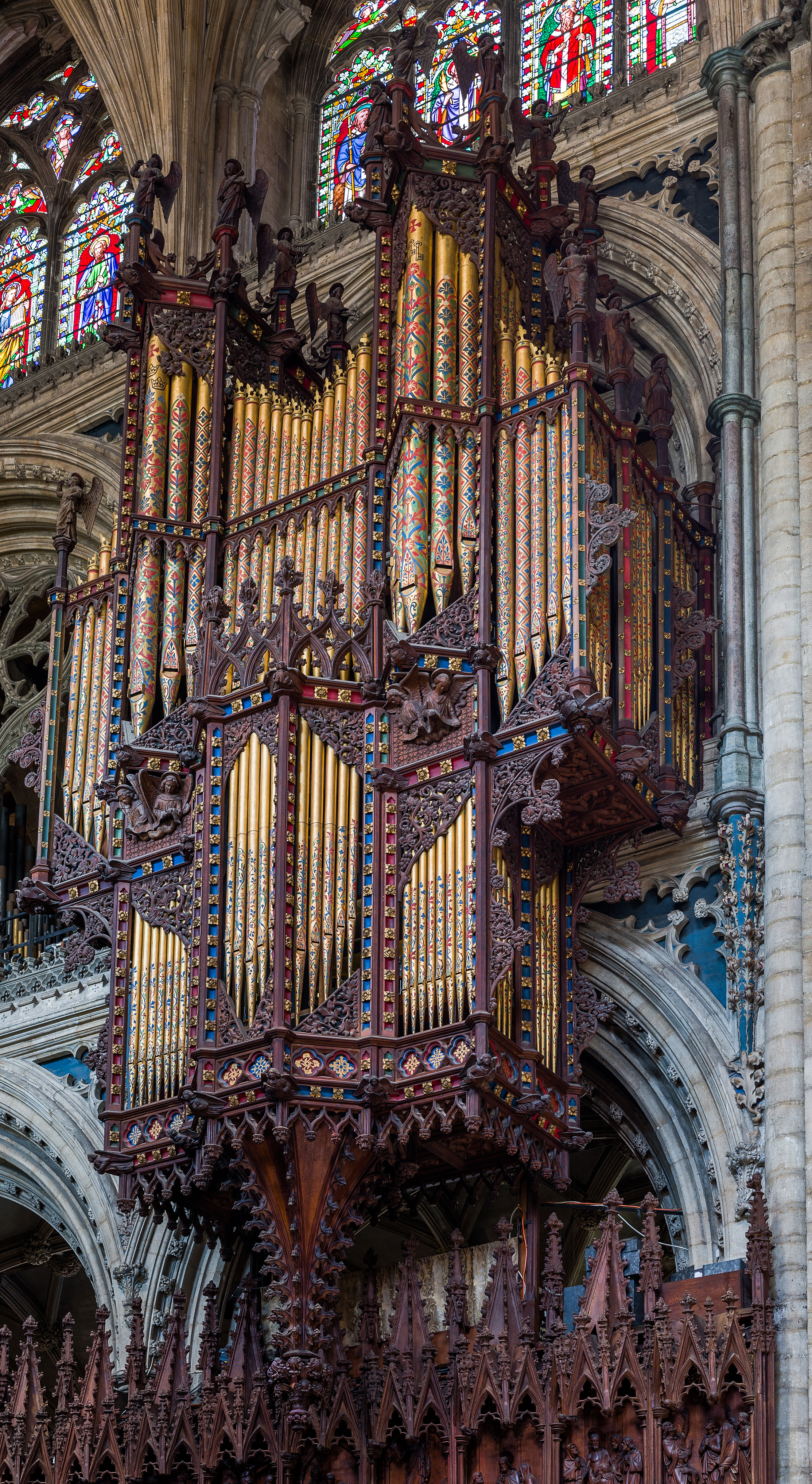
Фасад органа

## В современной культуре
- Собор фигурирует на горизонте фотографии с обложки альбома «Pink Floyd» The Division Bell (1994)[89].
- Действие романа Маркуса Седжвика[англ.] «Пойма» (2000) происходит в том числе в соборе после того, как подъём уровня моря превратил Или в отдельный остров.
- В романе Ф. Пирс «Том и полночный сад» одна из сцен происходит в кафедральном соборе Или[90].
- В соборе сняты сцены из фильмов:
  - «Золотой век» (англ. Elizabeth: The Golden Age) в 2006 году
  - «Ещё одна из рода Болейн» (англ. The Other Boleyn Girl) в августе 2007 года.
  - в фильме «Король говорит!» собор играл роль Вестминстерского аббатства целую неделю в ноябре 2009 года[91].
  - «Восхождение Юпитер» (англ. Jupiter Ascending) в апреле 2013 года[92].
  - «Макбет» в феврале-марте 2014 года[93].
  - «Корона» (снова в роли Вестминстерского аббатства) в 2016 году.